# Desa Cibitung (administrativ by i Indonesien, Jawa Barat, lat -6,74, long 107,97)
Desa Cibitung är en administrativ by i Indonesien.   Den ligger i provinsen Jawa Barat, i den västra delen av landet, 140 km öster om huvudstaden Jakarta.